# Sogndal Fotball
Der Sogndal Fotball ist ein Fußballverein aus dem norwegischen Ort Sogndalsfjøra der Kommune Sogndal im Fylke Vestland. Derzeit spielt der Klub in der zweithöchsten norwegischen Spielklasse, der OBOS-Liga. Heimstätte ist der Fosshaugane Campus mit einer Kapazität von etwa 5.600 Plätzen. Die Farben des Vereins sind Weiß/Schwarz/Gelb.

## Geschichte
Der Verein wurde am 19. Februar 1926 unter dem Namen Sogndal Idrettslag, kurz Sogndal IL, gegründet. Die ersten Jahrzehnte nach Vereinsgründung verliefen unauffällig in den Niederungen des norwegischen Amateurfußballs, ehe man 1964 den erstmaligen Aufstieg in die dritte norwegische Liga schaffte.
1976 schaffte man genau zum 50-jährigen Vereinsbestehen den Aufstieg in die zweite norwegische Liga. Im gleichen Jahr gelang der weitgehend unbekannten Mannschaft mit dem Erreichen des norwegischen Pokalfinales eine Sensation. Im Finale unterlag man trotz einer starken Leistung ausgerechnet dem ebenfalls an der norwegischen Westküste gelegenen Erzrivalen Brann Bergen mit 1:2.
1981 folgte ein weiterer Meilenstein in der Klubgeschichte, als man erstmals den Aufstieg in die erste norwegische Liga schaffte, aus der man aber nach nur einer Saison wieder absteigen musste.
Es folgten zwei Jahrzehnte als Fahrstuhlmannschaft, in denen man zwischen erster und zweiter Liga hin und her pendelte.
Nach dem Aufstieg in der Saison 2000, blieb man erstmals über eine längere Distanz bis zum Jahr 2005 erstklassig, ehe man, wenn auch unglücklich, abermals in die zweite Liga abstieg. Im Jahr 2010 schaffte Sogndal als Meister der zweiten Liga die Rückkehr ins norwegische Fußball-Oberhaus, wo sie sich mit einer Unterbrechung 2015 bis zum Ende der Saison 2017 halten konnten, um dann erneut in die zweite Liga abzusteigen.

## Bekannte Spieler
Sogndal versteht sich selbst als Ausbildungsverein und gilt in Norwegen als Talentschmiede. Unter anderem entstammen die späteren norwegischen Nationalspieler Frode Grodås, Eirik Bakke, Jostein, Håvard und Tore André Flo der Jugend des Vereins.
Als wichtigste Persönlichkeit des Vereins gilt Svein Bakke, ein Mitglied der „Generation 1976“, die bis ins Cup-Finale vorstieß. Mit 321 Toren in 512 Einsätzen für Sogndal ist er auch Rekordtorschütze des Vereins. Sein Sohn Eirik Bakke avancierte in den 1990er Jahren zum Star der Mannschaft, ehe er für die klubinterne Rekordtransfersumme von umgerechnet ca. € 2,6 Mio. nach England an Leeds United verkauft wurde.

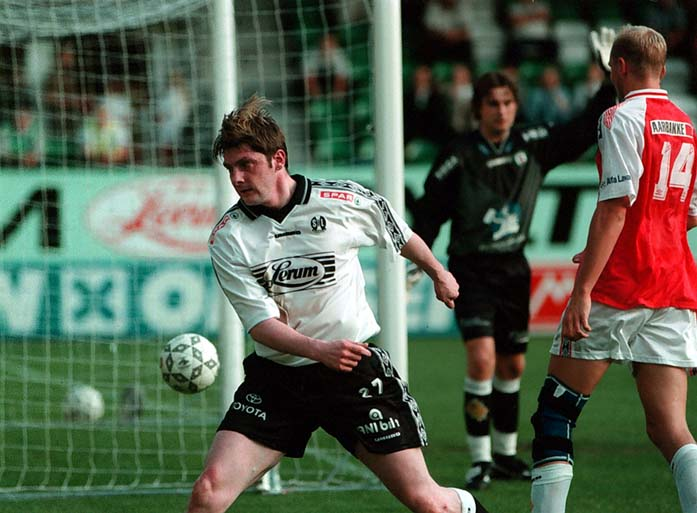
Schoss 26 Tore in 39 Einsätzen für Sogndal: Kurt Mørkøre

### Norweger
| - Eirik Bakke - Svein Bakke - Daniel Braaten - Håvard Flo - Jostein Flo - Frode Grodås - Sigurd Haugen - Even Hovland | - Tore André Flo - Alexander Ødegaard - Christian Kalvenes - Azar Karadaş - Kjetil Pedersen - Terje Skjeldestad - Mons Ivar Mjelde |

### Legionäre
| - Walid Atta - Constant Djakpa - Kurt Mørkøre - Hannu Patronen | - Jukka Raitala - Marco Reda - Ricardo Santos - Taijo Teniste |

Weitere Spieler und Trainer sind in der Kategorie:Person (Sogndal Fotball) zu finden.

## Stadion
Der Verein trägt seine Heimspiele im Fosshaugane Campus aus. Das reine Fußballstadion hat eine Kapazität von ca. 5600 Zuschauern. Davon sind 5300 Sitzplätze. Die renovierte Sportanlage wurde am 7. Juli 2006 beim 2:0-Sieg gegen Bryne FK eröffnet. Den Zusatz „Campus“ trägt das Stadion aufgrund der ins Stadiongelände integrierten Kolleg und Schule. Außerdem ist das Stadion mit der angrenzenden Mehrzweck-Sporthalle Sognhallen verbunden.

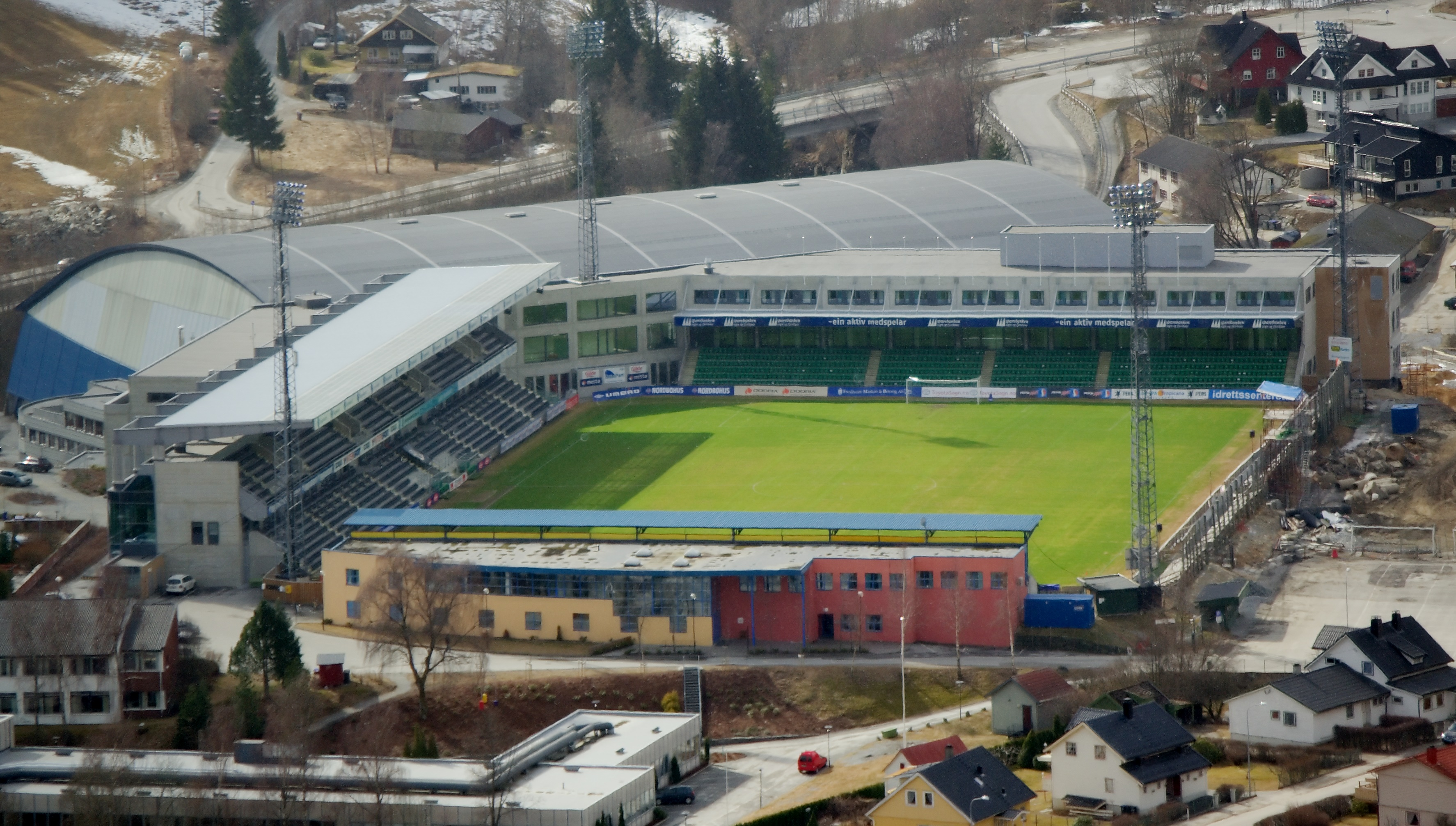
Fosshaugane Campus

## Erfolge
- Norwegischer Pokalfinalist: 1976
- Play-off-Sieger 1. Division: 2000
- Meister der Adeccoligaen 2010

## Platzierungen
| Saison | Liga          | Platz | sonstiges |
| ------ | ------------- | ----- | --------- |
| 1988   | 1. Division   | 6     |           |
| 1989   | 1. Division   | 11    |           |
| 1990   | 2. Division A | 1     |           |
| 1991   | Tippeliga     | 9     |           |
| 1992   | Tippeliga     | 11    |           |
| 1993   | 1. Division 2 | 1     |           |
| 1994   | Tippeliga     | 11    |           |
| 1995   | 1. Division 1 | 2     |           |
| 1996   | 1. Division 2 | 2     |           |
| 1997   | Tippeliga     | 11    |           |
| 1998   | Tippeliga     | 14    |           |
| 1999   | 1. Division   | 5     |           |
| 2000   | 1. Division   | 3     |           |
| 2001   | Tippeliga     | 8     |           |
| 2002   | Tippeliga     | 11    |           |
| 2003   | Tippeliga     | 8     |           |
| 2004   | Tippeliga     | 14    |           |
| 2005   | Adeccoliga    | 7     |           |
| 2006   | Adeccoliga    | 6     |           |
| 2007   | Adeccoliga    | 7     |           |

| Saison | Liga        | Platz | sonstiges |
| ------ | ----------- | ----- | --------- |
| 2008   | Adeccoliga  | 4     |           |
| 2009   | Adeccoliga  | 4     |           |
| 2010   | Adeccoliga  | 1     |           |
| 2011   | Tippeliga   | 14    |           |
| 2012   | Tippeliga   | 12    |           |
| 2013   | Tippeliga   | 12    |           |
| 2014   | Tippeliga   | 15    |           |
| 2015   | 1. Division | 1     |           |
| 2016   | Tippeliga   | 11    |           |
| 2017   | Eliteserie  | 14    |           |
| 2018   | OBOS-Liga   | 4     |           |
| 2019   | OBOS-Liga   | 6     |           |
| 2020   | OBOS-Liga   | 3     |           |
| 2021   | OBOS-Liga   | 6     |           |
| 2022   | OBOS-Liga   | 7     |           |
| 2023   | OBOS-Liga   | 7     |           |
| 2024   | OBOS-Liga   | 13    |           |

| Spielklasse |
| ----------- |
| 1.          |
| 2.          |
| 3.          |
| 4.          |
| 5.          |
| 6.          |